# Phuntsho Choden
Phuntsho Choden (dzongkha: རྒྱལ་ཡུམ་ཕུན་ཚོགས; Jakar, 1911 – Thimphu, 24 agosto 2003) è stata regina consorte del Bhutan dal 1926 al 1952, come moglie del re Jigme Wangchuck.

## Biografia
Nacque nel 1911 al palazzo Wangduechhoeling come figlia maggiore di Jamyang e di Decho Dorji.
Nel 1923 sposò Jigme Wangchuck.
Morì nel 2003 presso il palazzo Dechencholing.

## Discendenza
Phuntsho Choden e Jigme Wangchuck ebbero un figlio:
- Jigme Dorji (1929-1972).